# Gmina Amherst (Iowa)

Położenie Gminy Amherst w hrabstwie Cherokee

Gmina Amherst (ang. Amherst Township) – gmina w USA, w stanie Iowa, w hrabstwie Cherokee. Według danych z 2000 roku gmina miała 324 mieszkańców, a jej powierzchnia wynosi 93 km².